# 23587 Abukumado
23587 Abukumado este un asteroid din centura principală de asteroizi.

## Descriere
23587 Abukumado este un asteroid din centura principală de asteroizi. A fost descoperit pe 2 octombrie 1995 la Geisei de Tsutomu Seki. Asteroidul prezintă o orbită caracterizată de o semiaxă mare de 2,31 ua, o excentricitate de 0,22 și o înclinație de 7,5° în raport cu ecliptica.